# فالداس دابكوس
فالداس دابكوس (بالليتوانية: Valdas Dabkus)‏ مواليد 26 مارس 1984 في كاوناس، هو لاعب كرة سلة ليتواني. بدأ مسيرته الاحترافية في سنة 2001. يلعب في الدوري الليتواني لكرة السلة. يحمل الرقم 19. اعتزل اللعب في 2015.

## المسيرة الاحترافية
لعب مع أتلتاس في سنة 2002، ثم لعب مع فوتسوافك في موسم 2003–2004، ثم لعب مع بالاكانسترو فاريزي في الدوري الإيطالي في موسم 2004–2005، ثم لعب مع ليبايا لوفاس في موسم 2005–2006، ثم لعب مع أتلتاس في موسم 2006–2007، ثم لعب مع نفيجيس في موسم 2008–2009، ثم لعب مع أيه إي كي لارنكا في موسم 2009–2010.

## روابط خارجية
- فالداس دابكوس على موقع الاتحاد الدولي لكرة السلة (الإنجليزية)
- فالداس دابكوس على موقع الدوري الأوروبي لكرة السلة (الإنجليزية)
- فالداس دابكوس على موقع كرة السلة الأوروبية.كوم (الإنجليزية)
- فالداس دابكوس على موقع ريلجم (الإنجليزية)
- فالداس دابكوس على موقع بروبوليرز (الإنجليزية)
- فالداس دابكوس على موقع سبورتس رفرنس (الإنجليزية)